# Streptocitta
Streptocitta – rodzaj ptaków z rodziny szpakowatych (Sturnidae).

## Występowanie
Rodzaj obejmuje gatunki występujące na Celebesie i pobliskich wyspach.

## Morfologia
Długość ciała 45–50 cm (w tym ogon o długości 25–30 cm).

## Systematyka

### Etymologia
Greckie στρεπτος streptos – „kołnierz, łańcuszek” < στρεφω strephō – „skręcać”; κιττα kitta – „sroka”.

### Podział systematyczny
Do rodzaju należą następujące gatunki:
- Streptocitta albicollis (Vieillot, 1818) – celebesiak białoszyi
- Streptocitta albertinae (Schlegel, 1865) – celebesiak gołolicy